# Ficus benjamina

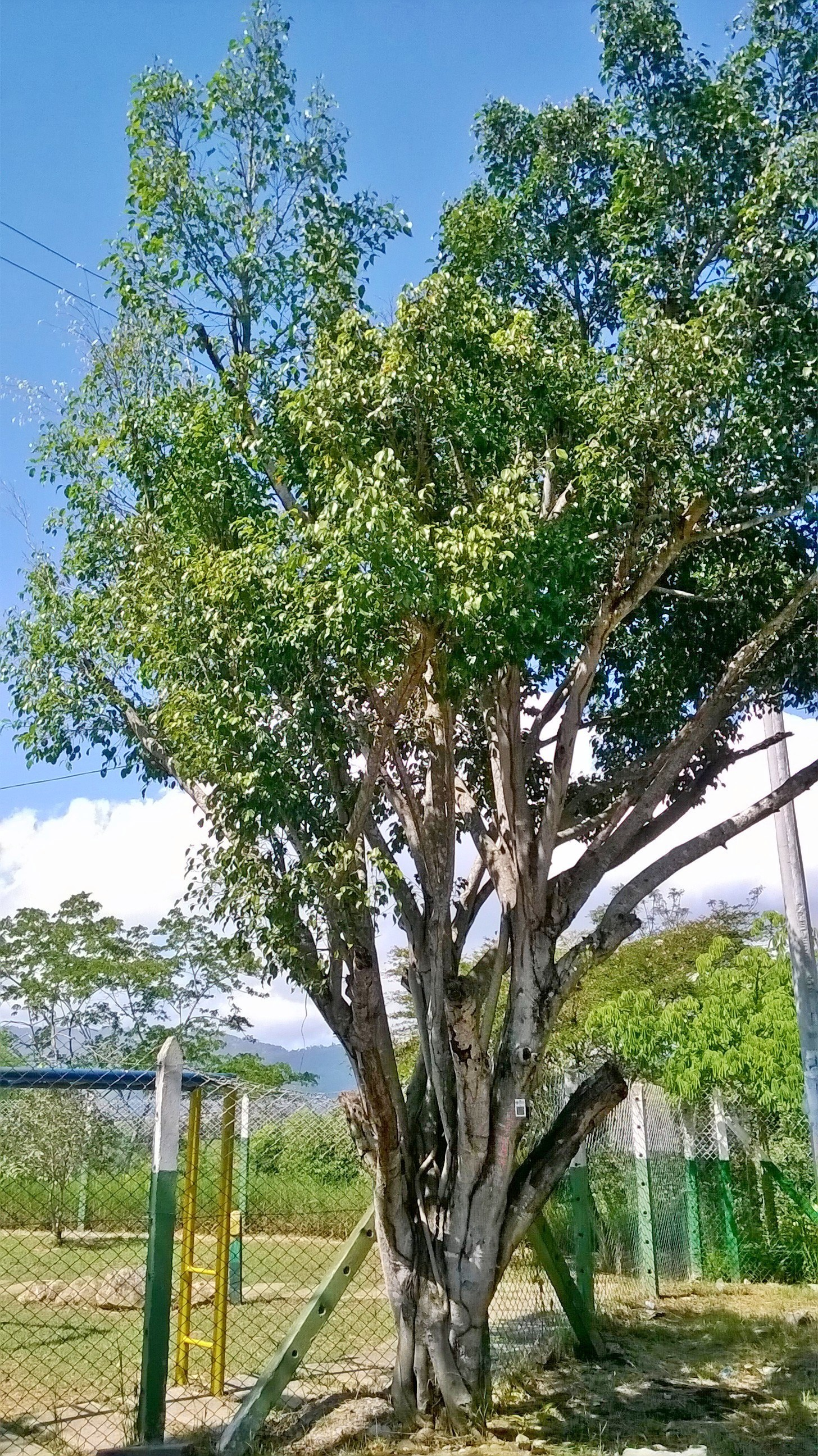
Ejemplar de Ficus benjamina ubicado en el parque Las Nacumas, Bucaramanga

Ficus benjamina, llamado vulgarmente de igual manera, boj o laurel de la india en Costa Rica, Ficus en El Salvador, y en América del Sur se le conoce como caucho benjamina o matapalo. Es una higuera nativa del sur y sureste de Asia, y sur y norte de Australia. Es el árbol oficial de Bangkok, Tailandia.

## Descripción
Alcanza 15 metros de altura en  condiciones naturales, con gráciles ramas péndulas y hojas de 6 a 13 cm de largo, ovales con punta acuminada. En su rango nativo, sus pequeñas frutas son alimento favorito de varias aves.

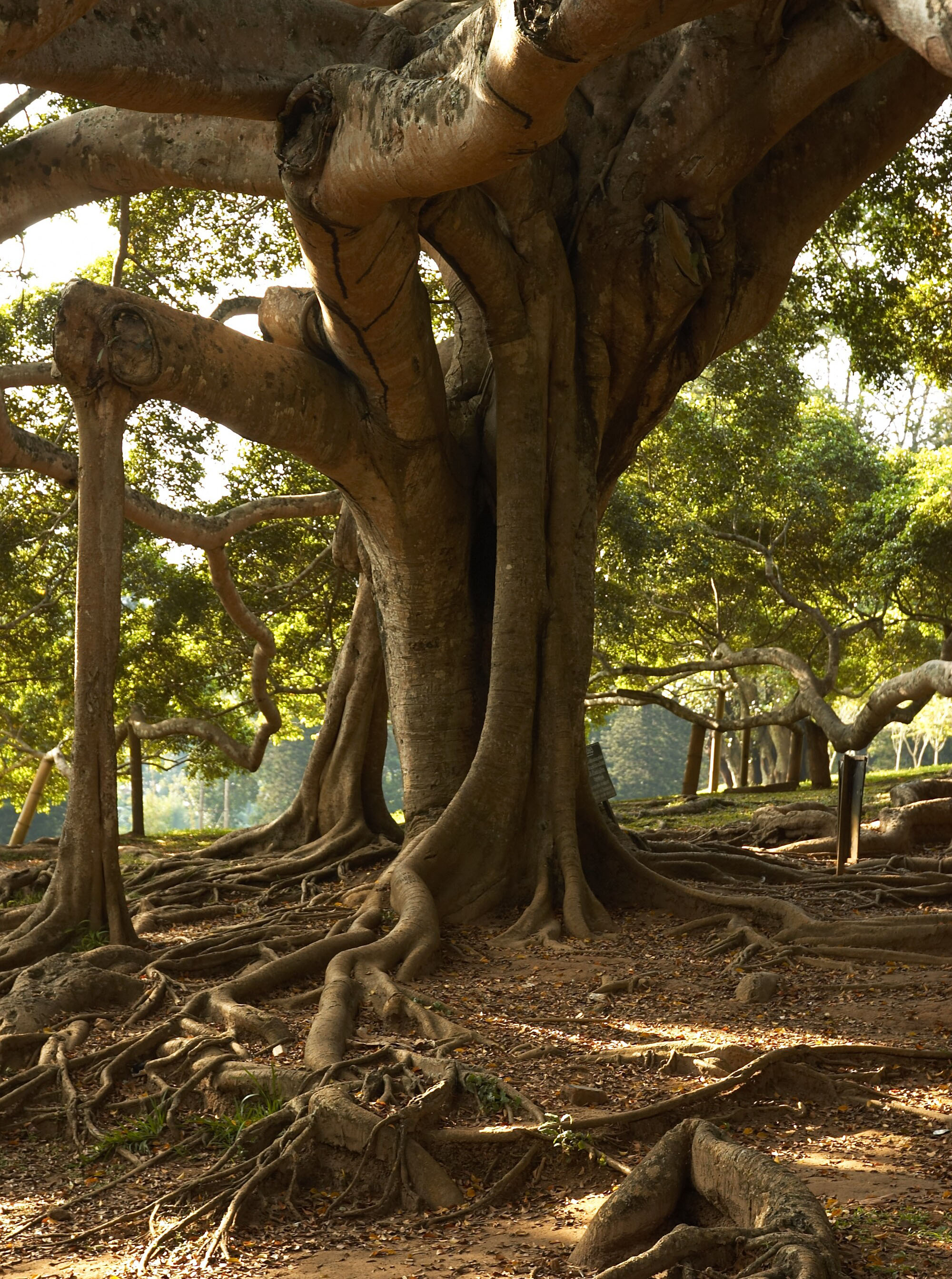
Tronco de F. benjamina

Tras el invierno, mantiene su desarrollo a la mínima expresión, llega la primavera y con ella el arranque de nuevo de sus brotes. Tanto Ficus benjamina, F. binnendijkii, como F. robusta, son Ficus muy propensos a entrar en la primavera acompañados de brotes más o menos espectaculares que no cesarán hasta ya bien adentrado el otoño.
Días más largos, temperaturas de día más bien elevadas y moderadas por la noche son condiciones favorables para un gran crecimiento apreciable en poco tiempo. Crecimiento que contrasta notablemente con la vegetación ya existente. Sus nuevas hojas son verdes más suaves que contrastan con las antiguas de color mucho más oscuro. También más tiernas que las endurecidas por el paso de los fríos invernales.
Es polinizado por avispas de los higos de los géneros Pegoscapus o Pleistodontes.
En Colombia, esta especie está vetada para siembra en espacios urbanos, debido al gran desarrollo de su sistema radicular que afecta gravemente a las tuberías de alcantarillado, causando el taponamiento y el consiguiente gasto en cambio y reparación de los sistemas de drenaje.

## Tareas en primavera

### Trasplante
Durante la primavera, es el momento adecuado. Si se decide hacerlo en ese periodo, será ideal para que se comience a ver en  la planta los nuevos brotes, ya que, coincide con un inicio oportuno de actividad vegetativa.

### Poda
Si bien el periodo veraniego es el ideal para realizar las podas de mantenimiento, durante la primavera es posible realizar algunas podas dirigidas principalmente a su formación. Así se irá guiando la estructura final deseada. No es aconsejable actuar mediante podas muy severas, sí en cambio, realizar varias podas suaves en el tiempo. Esta metodología nos permitirá dirigir la planta mucho mejor, a la vez que conseguiremos no perder su aspecto ornamental en ningún momento. Mediante la poda, se podrá eliminar partes de la planta que se hayan dañado por culpa de los fríos invernales.

### Riego
Los riegos, durante la primavera, deben comenzar a ser más continuados ya que la planta transpira más humedad y por ello se suele secar más rápidamente el sustrato. En caso de quedarse el sustrato muy seco, puede repercutir en un ralentizado de su desarrollo, un amarillamiento rápido de sus hojas e incluso, provocar su caída en pocos días. Es cierto que la planta se puede recuperar con cierta facilidad emitiendo nuevas hojas, pero no es menos cierto que pierde su belleza ornamental durante este período de renovación foliar.

### Abono
En primavera, se puede utilizar un abono líquido o sólido. En cualquier caso, siempre seguir las dosis del fabricante. Si el aporte se realiza en el momento del trasplante como abonado de fondo, no deberemos aportar más abono en el riego, hasta pasado como mínimo tres semanas.
El aporte de abono en el agua de riego no debe ser realizado en todas las ocasiones ya que el número de riegos comienza a ser más frecuente en esta época del año, y deberá realizarse recordando siempre que es preferible utilizar dosis bajas en más riegos que altas dosis en pocos.
En cuanto al equilibrio del abono utilizado, este debe ser preferiblemente de los denominados ricos en Nitrógeno durante gran parte de primavera, cambiando a abonos más equilibrados hacia finales de esta. Entenderemos como abonos ricos en Nitrógeno aquellos que poseen más cantidad de nitrógeno, que de fósforo y de potasa. Y abono equilibrado aquellos que poseen la misma cantidad de nitrógeno, que de fósforo y de potasa. Como ejemplo de abonos ricos en Nitrógeno podemos hablar de un 12-5-5, 11-4-4, etc. Como ejemplo de abonos equilibrados podemos hablar de un 8-8-8, 12-12-12, etc. Si estos abonos poseen los denominados microelementos o también micronutrientes, mucho mejor ya que los recursos nutricionales de los sustratos en contenedor son muy limitados en el tiempo y por ello hay que ir reponiéndolos de vez en cuando.

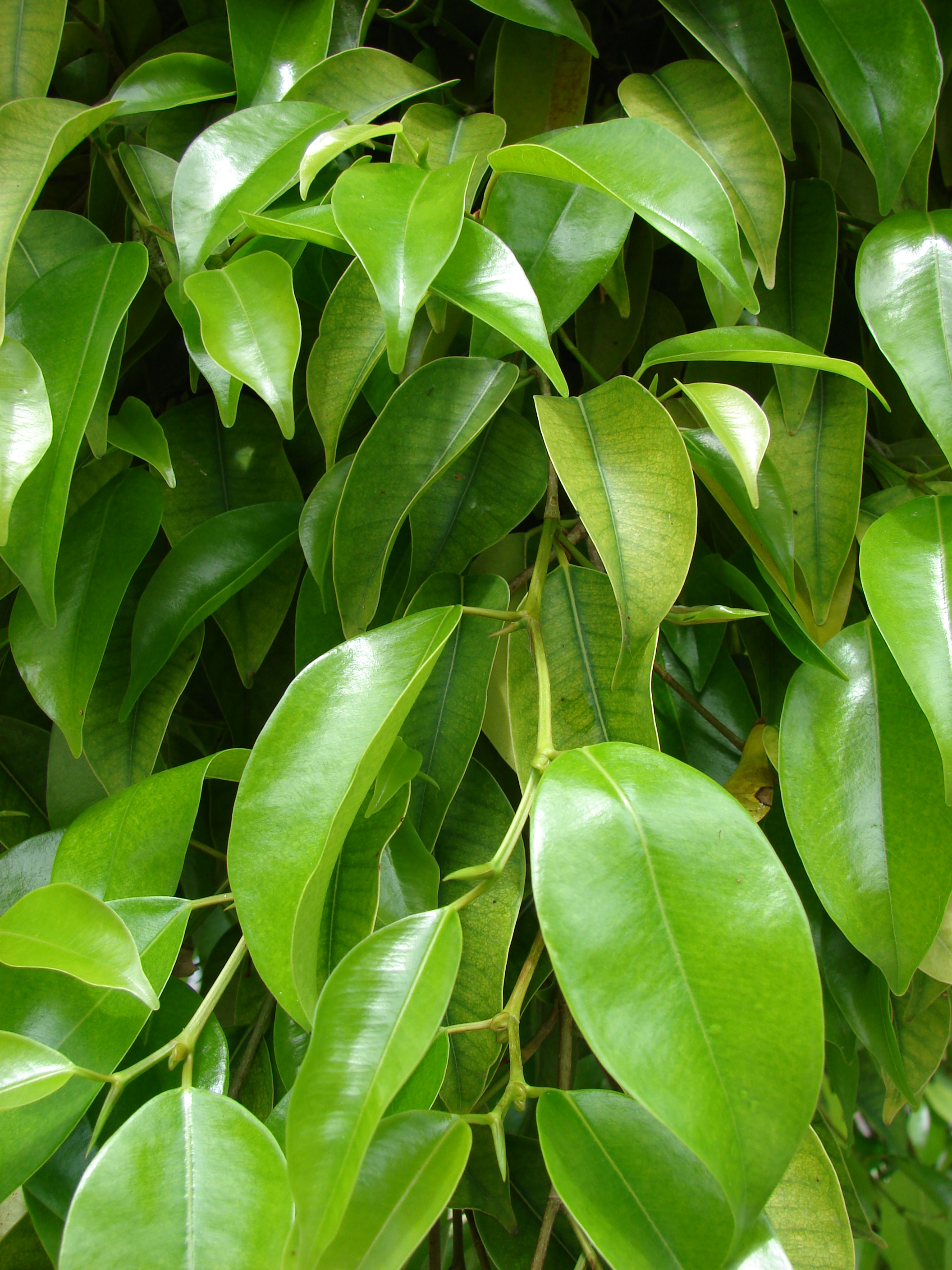
Hojas de F. benjamina

### Tratamientos fitosanitarios
Es el tratamiento con el cual se evitan las plagas, no todas las plagas afectan a los Ficus. Entre las plagas más comunes en primavera se encuentran los pulgones, las cochinillas, los trips, y los ácaros estos últimos son más específicos del verano.
Conviene efectuar los tratamientos fitosanitarios en las primeras horas de la mañana o en las últimas de la tarde, siempre a las horas de menor calor y procurando mojar perfectamente toda la planta, incluso su interior.
En el caso de los ácaros se debe prestar mucha atención en mojar perfectamente las partes inferiores de las hojas ya que es ahí precisamente donde se encuentra.
En el caso de que el Ficus se encuentre en el interior de la casa, se recomienda su traslado a la terraza o balcón para realizar los tratamientos.
Si el Ficus es anfitrión de Psittacanthus coriaceum (comúnmente llamado "pajarito"), conviene efectuar la poda de inmediato, debido a que esta planta parásita invade todo el árbol, toma para sí mismo nutrientes del Ficus e impide su crecimiento.

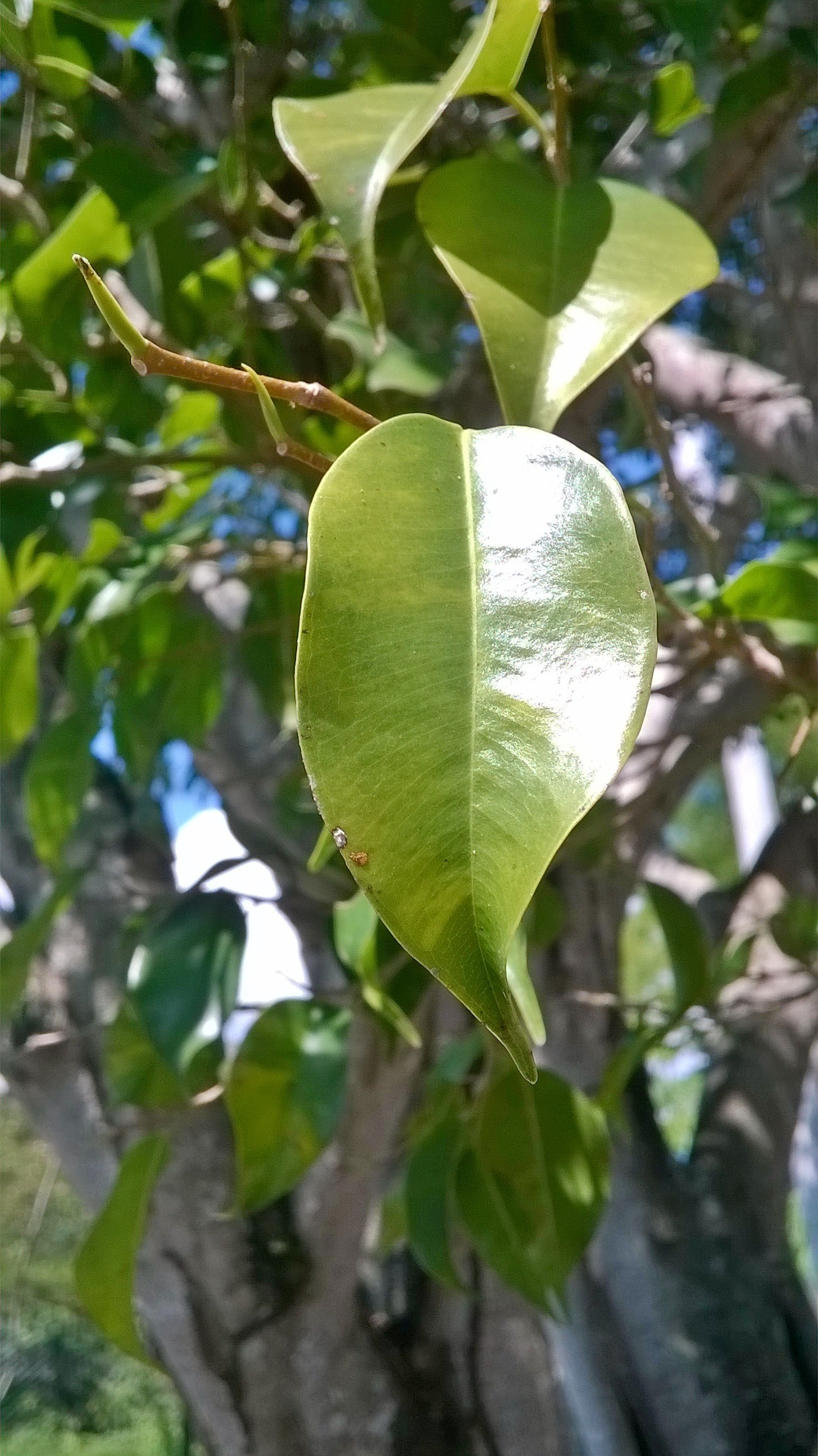
Hojas de F. benjamina

#### Trips
Los trips (Gynaikothrips uzeli) son Thysanoptera de la familia Phlaeothripidae, cuyos adultos  de color café oscuro o negro y de 2,5 a 3,6 mm se alimentan en la superficie de las hojas jóvenes en expansión, producen el enrollamiento de las hojas o su doblez, con generación de manchas de color rojo púrpura en el envés, desarrollo de agallas y caída prematura de las hojas. En el interior de las hojas plegadas se depositan los huevos y desarrollan las formas inmaduras del insecto. Esta plaga puede desarrollar todo el año y causar daños severos en la planta ornamental. Existen numerosos insectos predadores de esta plaga. Además, puede coadyuvar al manejo de esta plaga la aplicación de tratamientos foliares con insecticidas piretroides como el bifenthrin, o tratamientos del suelo con insecticidas organofosforados como el acefato, entre otros.

## Taxonomía
Ficus benjamina fue descrita por Carlos Linneo y publicado en Mantissa Plantarum 129, en 1767.
Etimología
Ficus: nombre genérico que se deriva del nombre dado en latín al higo.
benjamina: epíteto latino 
Sinonimia
- Ficus comosa Roxb.
- Ficus cuspidatocaudata Hayata
- Ficus dictyophylla Wall.

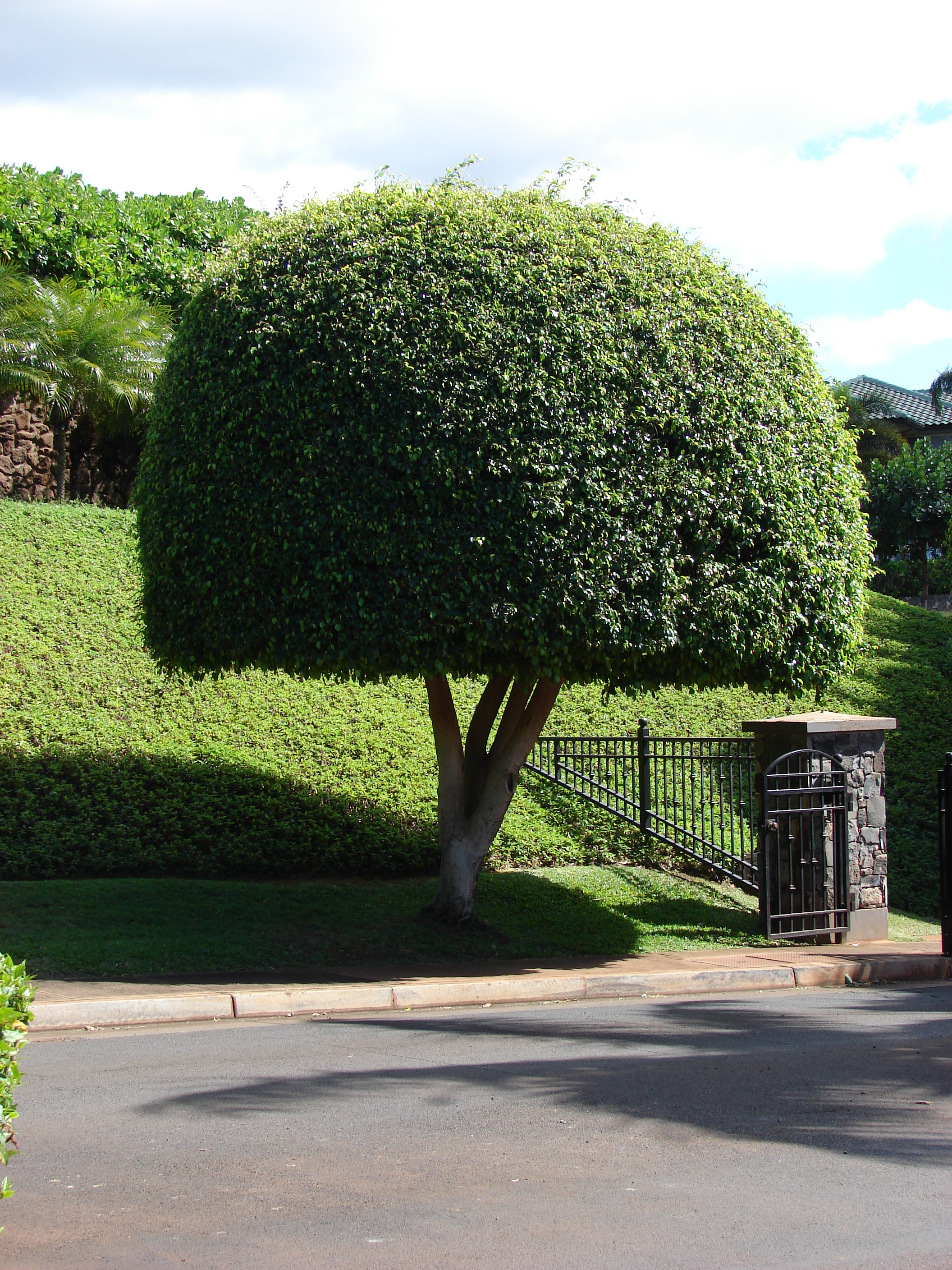
Árbol ornamental

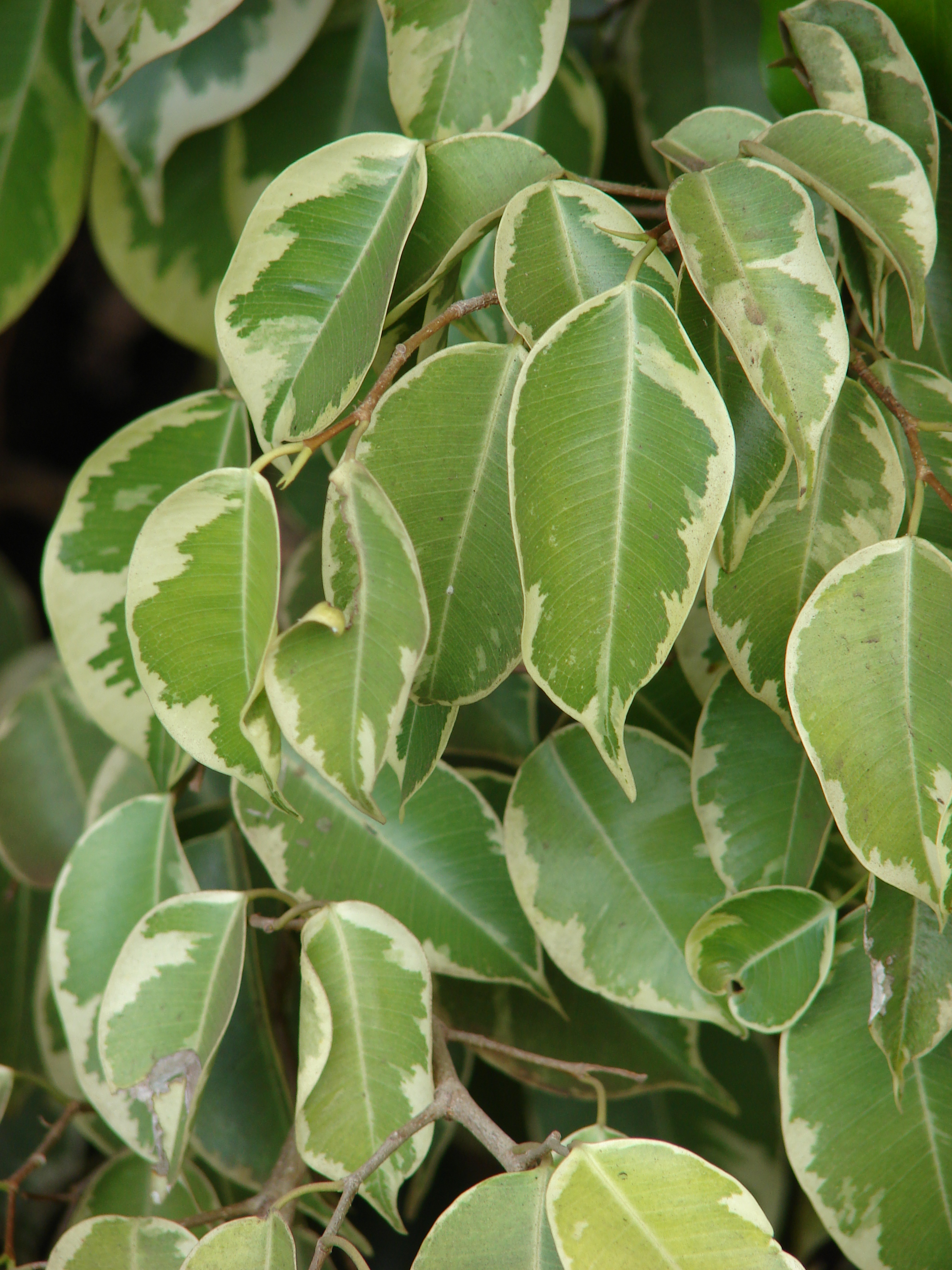
Ficus benjamina 'variegata', que se caracteriza por sus hojas variegadas.

- Ficus haematocarpa Blume ex Decne.
- Ficus lucida Aiton
- Ficus neglecta Decne.
- Ficus nepalensis Blanco
- Ficus nitida Thunb.
- Ficus notobor Buch.-Ham. ex Wall.
- Ficus nuda (Miq.) Miq.
- Ficus papyrifera Griff.
- Ficus parvifolia Oken
- Ficus pendula Link
- Ficus pyrifolia Salisb.
- Ficus reclinata Desf.
- Ficus retusa var. nitida (Thunb.) Miq.
- Ficus striata Roth
- Ficus umbrina Elmer
- Ficus xavieri Merr.
- Urostigma benjaminum var. nudum Miq.
- Urostigma neglectum Miq.
- Urostigma nudum Miq.

var. benjamina
- Ficus benjamina var. bracteata Yamazaki
- Urostigma benjaminum (L.) Miq.
- Urostigma haematocarpum (Blume ex Decne.) Miq.	[6]